# Mirko Anastasov
Mirko Anastasov (* 3. November 1984 in Villingen-Schwenningen) ist ein deutscher Basketballspieler.

## Karrierebeginn in Ludwigsburg
Anastasov durchlief die Jugendabteilung der EnBW Ludwigsburg und erhielt dort – nachdem er an der U18-Europameisterschaft in diesem Sommer teilnahm – im Jahr 2002 seinen ersten, drei Jahre gültigen Profi-Vertrag. In dieser Zeit kam er in acht Spielen in der Bundesliga zum Einsatz und lief zumeist für die zweite Mannschaft der Schwaben auf.

## Nördlingen, KK Vrsac und EWE Baskets Oldenburg
Nach Ablauf seines Vertrages wechselte Anastasov in die zweite Bundesliga Süd nach Nördlingen, um dort Spielpraxis zu sammeln. Dort brachte er es auf 27 Einsätze und bekam durchschnittlich 10 Minuten Einsatzzeit pro Spiel.
Nach der Saison in Nördlingen wechselte er im Sommer 2006 zum serbischen Club KK Vršac. Hier kam er auf fünf Einsätze, in denen er auf durchschnittlich 0,2 Punkte und 0,8 Rebounds kam.
Vor der Saison 2007/08 unterschrieb Anastasov einen Einjahresvertrag beim Bundesligisten EWE Baskets Oldenburg.

## Walter Tigers Tübingen
Zur Saison 2008/2009 wechselte Anastasov innerhalb der Bundesliga zu den Walter Tigers Tübingen, bei denen er einen Einjahresvertrag unterschrieb.

## ETB Wohnbau Baskets Essen und späte Jahre
Nachdem er sich aber auch in Tübingen kaum Spielzeit erkämpfen konnte, unterschrieb Anastasov zur Saison 2009/2010 einen Vertrag bei den ETB Wohnbau Baskets Essen in der 2. Bundesliga ProA. Zunächst musste er lange aufgrund einer Knieverletzung pausieren. Er spielte bis Oktober 2011 in Essen. Verletzungsbedingt war er in der Saison 2012/13 nicht aktiv, spielte dann für ART Düsseldorf in der zweiten Regionalliga, ehe er im Januar 2014 von den Schwelmer Baskets aus der 2. Bundesliga ProB für die zweite Hälfte der Saison 2013/14 unter Vertrag genommen wurde.
Anschließend verstärkte er wieder die Düsseldorfer erst in der zweiten, dann in der ersten Regionalliga.